# Octobri mense
Octobri mense ([Na chegada do] Mês de Outubro) é uma encíclica sobre o Rosário do Papa Leão XIII. Foi publicada em 22 de setembro de 1891, na Basílica de São Pedro, em Roma. 

## Contexo
Octobri mense é a quinta das doze encíclicas escritas por Leão XIII sobre o Rosário. A partir de 1883, todas, exceto duas, foram emitidas em setembro, em antecipação a outubro, o mês dedicado ao Rosário. O tema de Octobri mense era o poder da oração e a eficácia do rosário, especialmente no mês de outubro. 
“É de fato motivo de grande tristeza que tantos sejam dissuadidos e desviados pelo erro e inimizade contra Deus; que tantos sejam indiferentes a todas as formas de religião e, finalmente, se afastem da fé; que tantos católicos sejam tal apenas no nome, e não prestem à religião nenhuma honra ou adoração”.  Invocando Maria sob o título de Auxiliadora dos Cristãos, Leão XIII exorta os fiéis a recorrerem a ela.
"O Eterno Filho de Deus [...] não cumpriu Seu desígnio sem acrescentar ali o livre consentimento da Mãe eleita, que representava de alguma forma toda a espécie humana, segundo a ilustre e justa opinião de Santo Tomás, que diz que a Anunciação foi efetuada com o consentimento da Virgem que está no lugar da humanidade”. 
A inicial devoção de São Domingos ao rosário em Octobri mense :
"A devoção foi iniciada e difundida pelo Santo Patriarca Domingos como uma arma mais potente contra os inimigos da Fé em uma época não, de fato, diferente da nossa, de grande perigo para nossa santa religião. A heresia dos albigenses tinha invadido muitos países, e esta vil nascente dos maniqueus [...] Parecia não haver esperança humana de se opor a esta seita fanática e mais perniciosa quando o socorro oportuno veio do alto através do instrumento do Rosário de Maria. Assim, sob o favor da poderosa Virgem, a gloriosa vencedora de todas as heresias" 
Em todos os meses de setembro nos sete anos seguintes à redação de Octobri Mense em setembro de 1891, o Papa Leão XIII dedicou o mês de outubro ao Rosário através da autoria de uma encíclica.
Essas encíclicas continuaram o uso do Rosário por Leão como ponto de encontro contra os males em 1892,  1893  e 1894. 